# Saron (instrument)
Pour les articles homonymes, voir Saron.

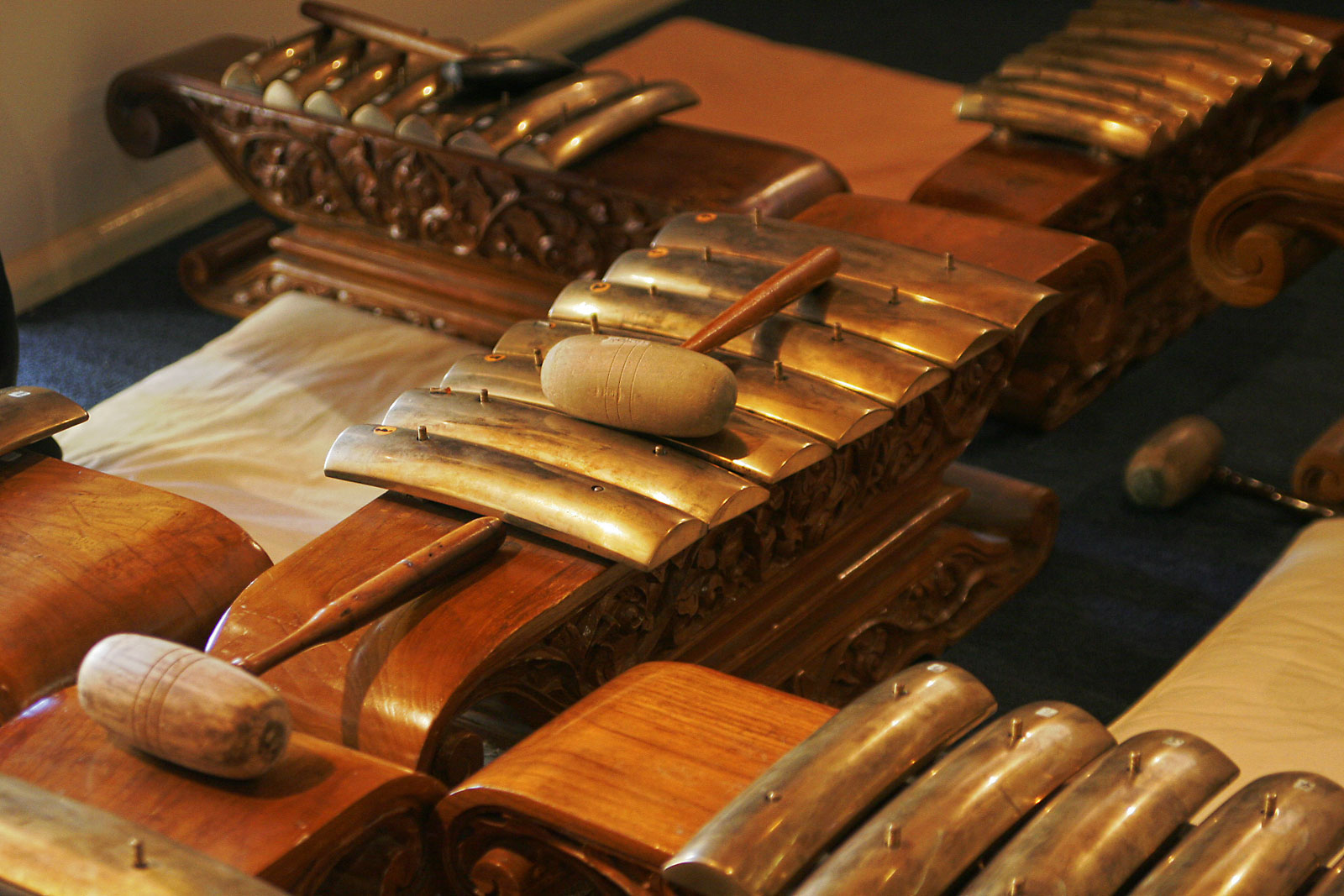
Un saron barung (au premier plan avec son marteau en bois) et un saron panerus (au second plan avec son marteau en corne).

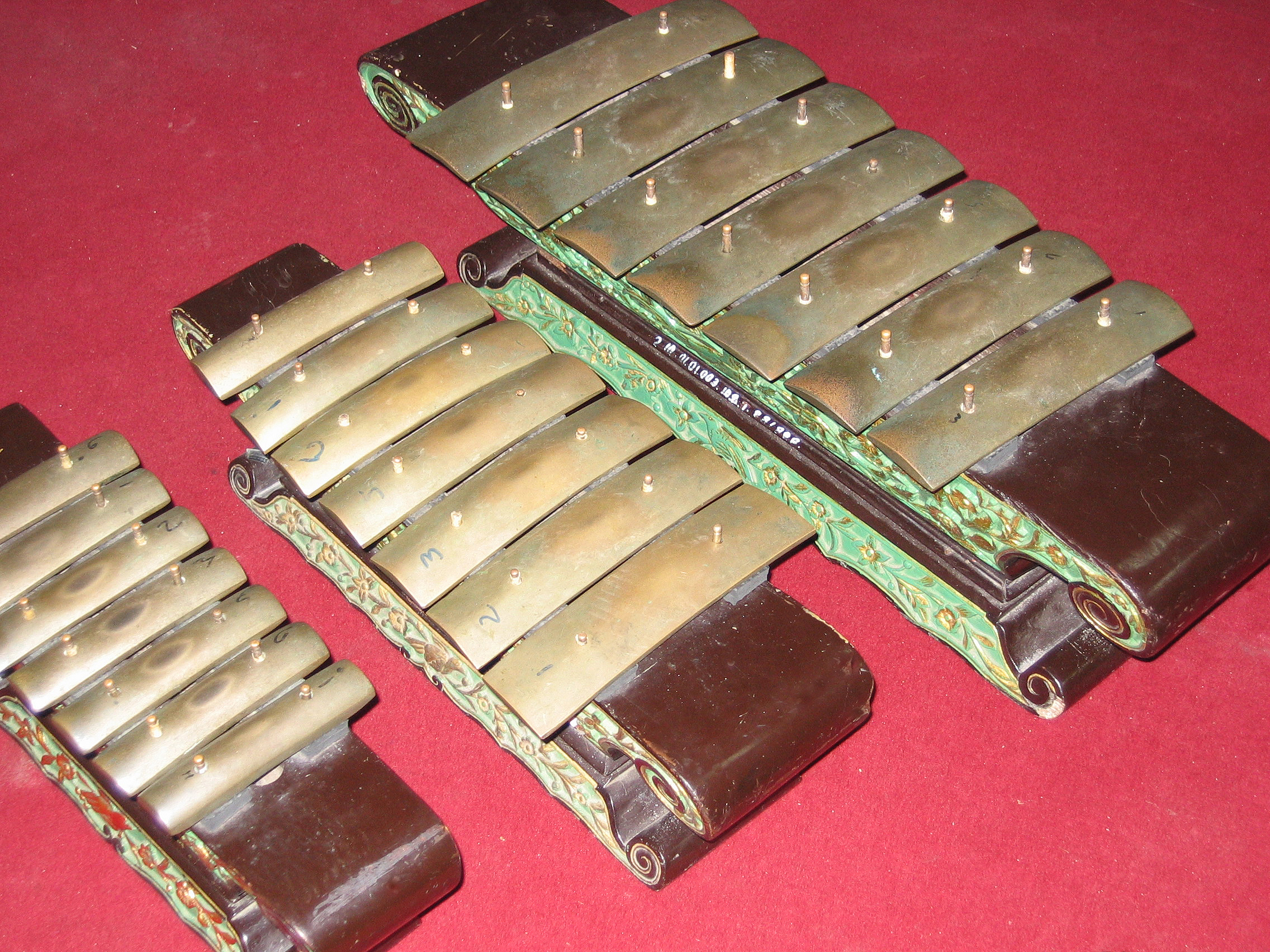
De gauche à droite : saron panerus, saron barung, saron demung

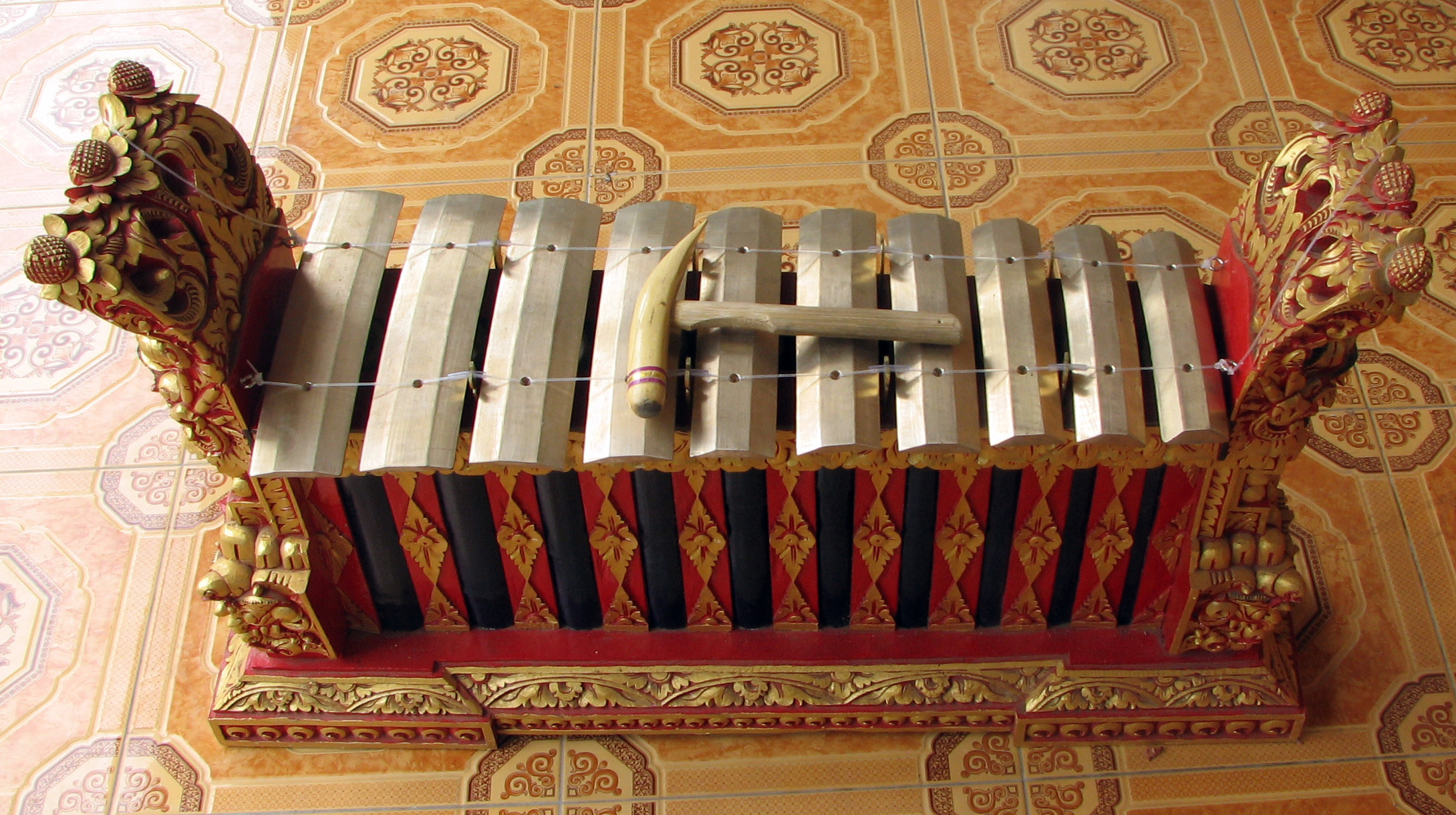
Gangsa balinais.

Le saron est un instrument de musique à percussion d'Indonésie. Il est constitué de sept barres de bronze placées sur un cadre de résonance appelé « rancak ». Il fait habituellement environ 20 cm de haut et est joué par un musicien assis sur le sol. C'est un des instruments de l'orchestre javanais gamelan. C'est une variété de métallophone, semblable à un xylophone. 
Le saron est chargé de jouer la mélodie de base d'une composition. On distingue trois types :
- Saron barung : il joue la ligne de base.
- Saron keping ou saron panerus: réglé dans une octave plus élevée que le barung, son jeu consiste à doubler les notes de ce dernier. Panerus signifie « qui suit, qui poursuit. »
- Saron demung : il est réglé dans une octave plus basse que le barung.

L'équivalent balinais est le gangsa.